# Xã Diamond Creek, Quận Chase, Kansas
Xã Diamond Creek (tiếng Anh: Diamond Creek Township) là một xã thuộc quận Chase, tiểu bang Kansas, Hoa Kỳ. Năm 2010, dân số của xã này là 241 người.